# 선비로 (논산 공주)
선비로(Seonbi-ro)는 대한민국 충청남도 논산시 연산면 에서 공주시 계룡면 경전교 를 잇는 도로이다

## 주요 경유지
충청남도
- 논산시 (연산면 . 상월면) - 공주시 계룡면

## 노선
| 이름            | 접속 노선                   | 소재지 | 소재지 | 비고 |
| --------------- | --------------------------- | ------ | ------ | ---- |
| (이름없음)      | 국도 제1호선 (계백로)       | 논산시 | 연산면 |      |
| (이름없음)      | 황산벌로                    | 논산시 | 연산면 |      |
| 연산과선교      |                             | 논산시 | 연산면 |      |
| 고양사거리      | 관창로                      | 논산시 | 연산면 |      |
| 고양교          |                             | 논산시 | 연산면 |      |
| 표정교          |                             | 논산시 | 연산면 |      |
| 백석교          |                             | 논산시 | 연산면 |      |
| 어은교          |                             | 논산시 | 연산면 |      |
| 대우교          |                             | 논산시 | 상월면 |      |
| 대명교          |                             | 논산시 | 상월면 |      |
| 석종교          |                             | 논산시 | 상월면 |      |
| 주내사거리      | 지방도 제691호선 (계룡산로) | 논산시 | 상월면 |      |
| 경전교          |                             | 논산시 | 상월면 |      |
|                 | 공주시                      | 계룡면 |        |      |
| 신원사로와 직결 |                             |        |        |      |

## 주요 시설및 건물
- 농협 논산계룡농협하나로마트 청동점 (선비로 289/청동리 597-2)
- 농협 논산계룡농협 청동지점 (선비로 289/청동리 598-1)
- GS칼텍스 농민주유소 (선비로 569/장전리 217-42)
- 백석초등학교 (선비로 726/백석리 543-7)